# Underground Network
Underground Network è il terzo album della punk rock band statunitense Anti-Flag ed il primo pubblicato dalla Fat Wreck Chords. Furono anche stampate 534 copie in vinile dorato.

## Tracce
1. "Angry, Young and Poor" (Justin Sane) - 2:42
2. "This Machine Kills Fascists" (Sane) - 1:38
3. "Underground Network" (Sane) - 4:03
4. "Daddy Warbux" (Chris #2) - 2:16
5. "Vieques, Puerto Rico: Bikini Revisited" (Sane) - 3:11
6. "Stars and Stripes" (Sane) - 3:33
7. "Watch the Right" (Sane) - 2:52
8. "The Panama Deception" (Sane) - 3:03
9. "Culture Revolution" (Sane) - 3:41
10. "Spaz's House Destruction Party" (Sane) - 3:04
11. "Bring Out Your Dead" (Chris #2) - 2:14
12. "A Start" (Sane) - 2:45
13. "Until It Happens to You" (Sane) - 2:48"

## Formazione
- Justin Sane – chitarra, voce
- Chris Head – chitarra
- Chris #2 – basso, voce
- Pat Thetic – batteria